# Partito Repubblicano Democratico (Corea del Sud)
Il Partito Democratico Repubblicano (in coreano: 민주공화당, Minju Gonghwadang) è stato un partito sudcoreano di estrema destra operativo dal 1963 al 1980, quando dette vita al Partito della Giustizia Democratica, a sua volta confluito nel Partito della Nuova Corea.
Fu fondato e guidato dal generale Park Chung-hee, presidente della Corea del Sud dal 1962 al 1979.

## Risultati elettorali
| Elezione           | Candidato      | Voti                                           | %     | Esito     |
| ------------------ | -------------- | ---------------------------------------------- | ----- | --------- |
| Presidenziali 1963 | Park Chung-hee | 4.702.640                                      | 46,6  | ✔️ Eletto |
| Presidenziali 1967 | Park Chung-hee | 5.688.666                                      | 51,4  | ✔️ Eletto |
| Presidenziali 1971 | Park Chung-hee | 6.342.828                                      | 53,2  | ✔️ Eletto |
| Presidenziali 1972 | Park Chung-hee | 2.357 (Consiglio Nazionale per l'Unificazione) | 100,0 | ✔️ Eletto |
| Presidenziali 1978 | Park Chung-hee | 2.578 (Consiglio Nazionale per l'Unificazione) | 100,0 | ✔️ Eletto |

| Elezione          | Voti      | %    | Seggi     |
| ----------------- | --------- | ---- | --------- |
| Parlamentari 1963 | 3.112.985 | 33,5 | 110 / 175 |
| Parlamentari 1967 | 5.494.922 | 50,6 | 129 / 175 |
| Parlamentari 1971 | 5.460.581 | 48,8 | 113 / 204 |
| Parlamentari 1973 | 4.251.754 | 38,7 | 146 / 219 |
| Parlamentari 1978 | 4.695.995 | 31,7 | 145 / 231 |